# 그로즈니 국제공항

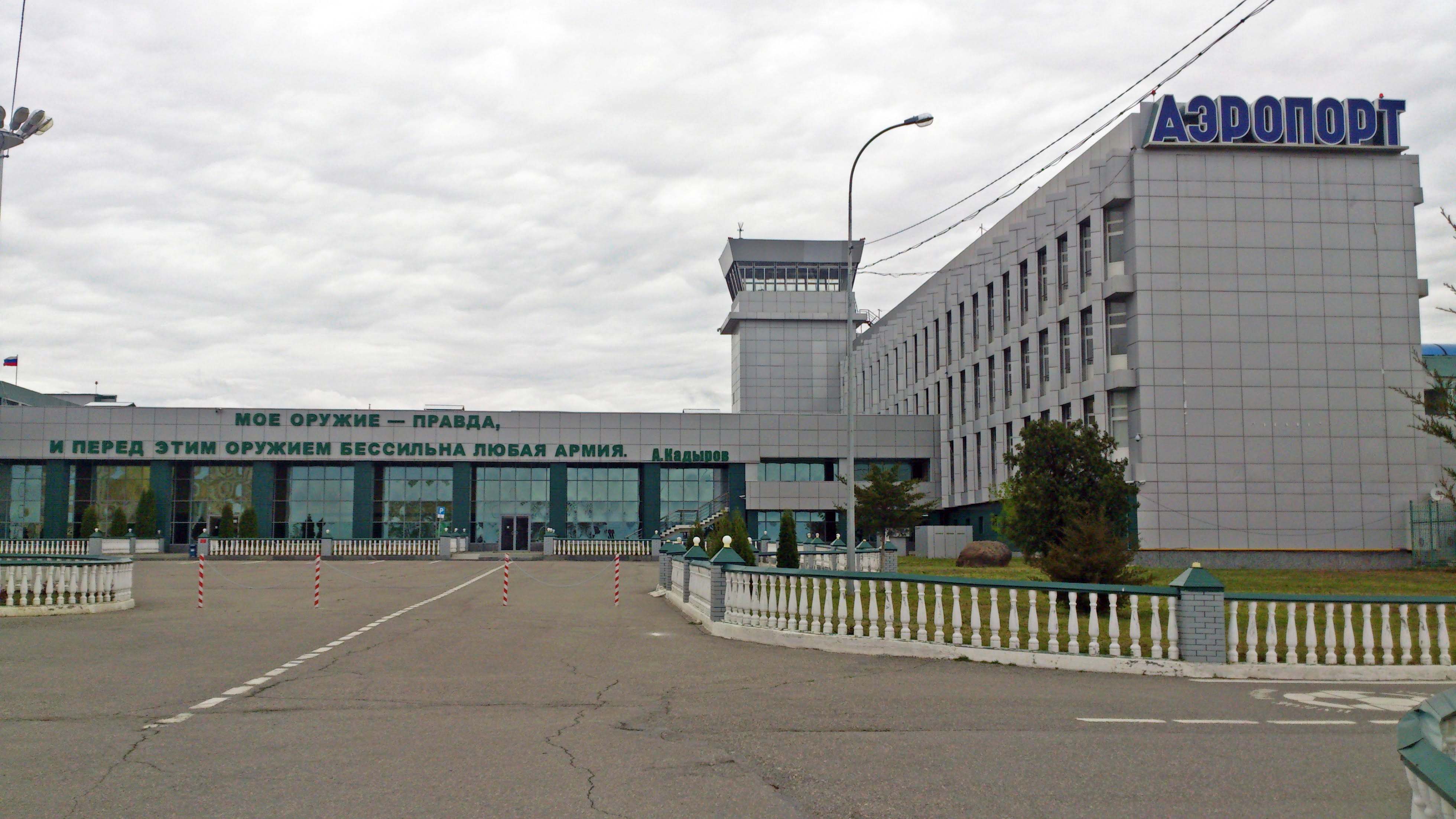
그로즈니 국제공항

그로즈니 국제공항(러시아어: Международный аэропорт Грозный, IATA: GRV, ICAO: URMG) 또는 아흐마트 카디로프 공항은 러시아 체첸 공화국의 국제공항으로, 그로즈니에서 7.5km 떨어져 있다.